# Maurice Quentin de La Tour

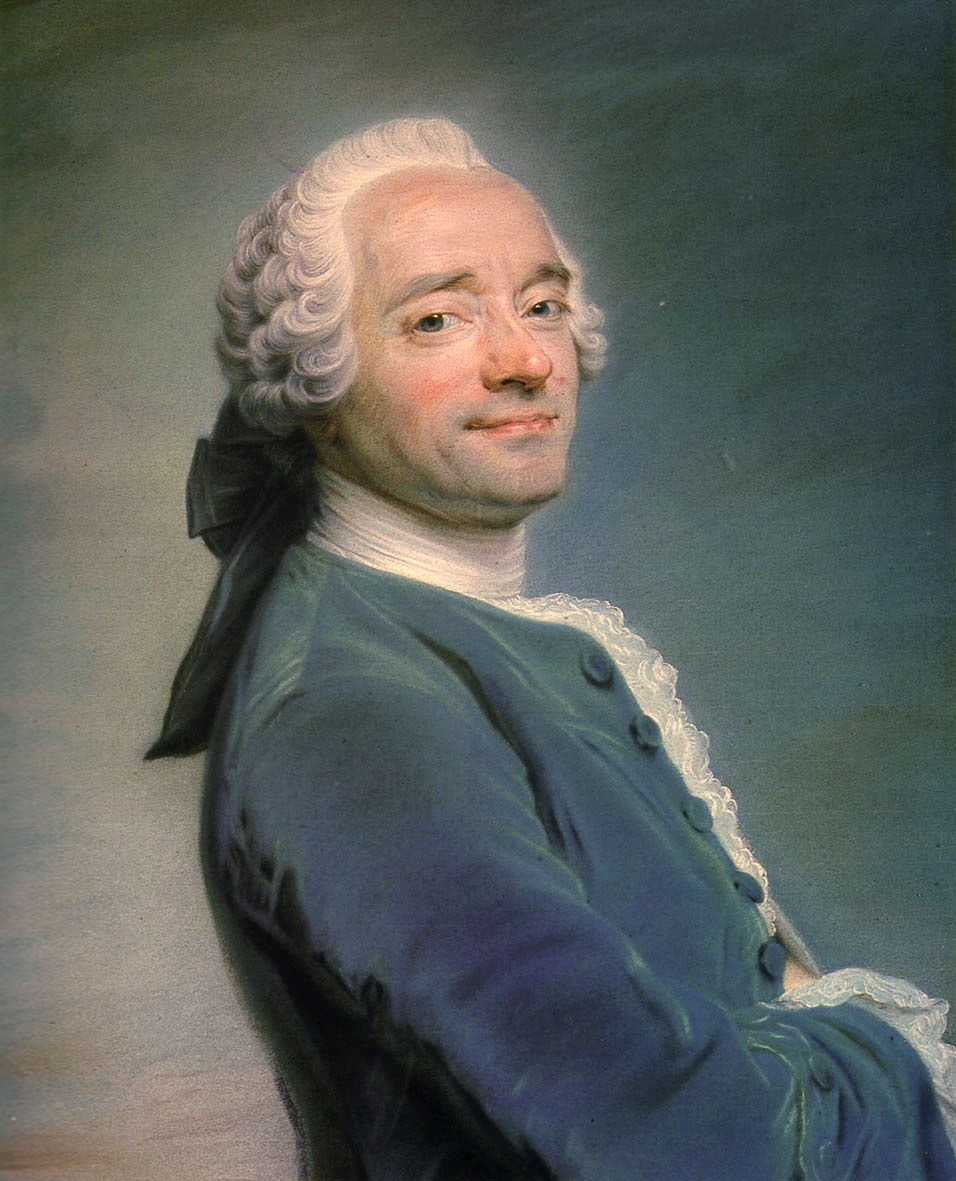
Autoritratto a pastello, 1751

Maurice Quentin de La Tour (San Quintino, 5 settembre 1704 – San Quintino, 17 febbraio 1788) è stato un pittore francese, del periodo rococò, specializzato nella realizzazione di ritratti eseguiti soprattutto con la tecnica a pastello. Tra i più famosi personaggi immortalati da questo pittore si ricordano Rousseau, Voltaire, Luigi XV e Madame de Pompadour.

## Biografia
Nacque a San Quintino, nel nord della Francia, figlio di un musicista che tentò di distogliere il figlio dalla vocazione artistica. All'età di quindici anni, La Tour si trasferì a Parigi dove entrò nello studio del pittore fiammingo Jacques Spoede. Successivamente compì dei viaggi prima recandosi a Reims nel 1724, e poi in Inghilterra nel 1725, tornò di nuovo a Parigi due anni dopo nel 1727, è in questo periodo che La Tour cominciò a dedicarsi alla tecnica del pastello.
Nel 1737 La Tour realizzò la sua prima mostra personale della sua splendida serie di 150 ritratti, che rimasero il fiore all'occhiello delle esposizioni dei vari Salon di Parigi, durante i 37 anni successivi. Ciò che più colpiva gli ammiratori dell'arte di La Tour era la capacità di questo pittore di cogliere con esattezza l'espressione dei soggetti ritratti, che venivano trasportati nell'atmosfera delicata ed eterea delle sue opere.
Nel 1746 ricevette il titolo di Accademico Reale e nel 1751 venne promosso consigliere. La Tour divenne così il pittore ufficiale di corte e ritrattista personale del Re di Francia, ruolo che mantenne fino al 1773, quando venne colpito da un grave esaurimento nervoso. Per un periodo di tempo ebbe come allievo il pittore Joseph Ducreux, che fu il suo unico discepolo. La Tour fondò una scuola d'arte, il suo carattere amabile e gentile, che si rifletteva perfettamente nel suo stile pittorico, lo portò per molti anni a fare opere di beneficenza verso i meno fortunati fin quando non si ritrovò costretto, a causa dei suoi problemi di infermità mentale, al ritiro nella sua città natale, San Quintino, dove morì nel 1788 a ottantaquattro anni.